# Bematistes quadricolor
Bematistes quadricolor är en fjärilsart som beskrevs av Alois Friedrich Rogenhofer 1891. Bematistes quadricolor ingår i släktet Bematistes och familjen praktfjärilar. Inga underarter finns listade i Catalogue of Life.